# Anner Bijlsma
Anner Bijlsma /'ɑnər 'bɛɪ̯lsma:/ (L'Aia, 17 febbraio 1934 – Amsterdam, 25 luglio 2019) è stato un violoncellista olandese, che suonava su strumenti moderni e di epoca barocca. Era specializzato nell'esecuzione della musica antica.

## Biografia
Per molti anni fu una figura preminente nel campo delle musiche per violoncello dell'epoca barocca.
Anner Bijlsma studiò con  Carel van Boomkamp al Conservatorio Reale dell'Aia. Vinse il Prix d'excellence nel 1957, mentre nel 1959 ottenne il primo premio al concorso Pablo Casals Competition a Città del Messico. Successivamente fu primo violoncello della Royal Concertgebouw Orchestra dal 1962 al 1968. Divenne docente di storia della musica all'Università di Harvard nel 1982.
Scrisse il libro Bach, the Fencing Master, un'analisi estetica e stilistica delle suite per violoncello di Bach. 
Nel 1979 Bijlsma registrò, per la prima volta, le Sei suite per violoncello solo di Bach (BWV 1007-1012) con uno strumento d'epoca, seguendo la prassi esecutiva storica. Replicò la registrazione della stessa opera nel 1992 adoperando il violoncello Stradivari Servais ed un violoncello piccolo a cinque corde.